# موزه طراحی دانمارک
موزه طراحی دانمارک (به دانمارکی: Designmuseum Danmark) موزه‌ای در کپنهاگ برای طراحی و صنایع دستی دانمارکی و بین‌المللی است. آثار طراحان معروف دانمارکی مانند آرنه یاکوبسن، یاکوب ینسن و کاره کلینت، که یکی از دو معماری بود که بیمارستان فردریکس سابق (ساخت: ۱۷۵۷–۱۷۵۲ میلادی) را در دههٔ ۱۹۲۰ میلادی بازسازی کردند، به نمایش گذاشته می‌شود. در این نمایشگاه انواع پرسلین چینی و آلمانی نیز به نمایش گذاشته شده‌است.
این موزه تا سال ۲۰۱۱ میلادی به عنوان موزهٔ هنر و طراحی دانمارکی (به دانمارکی: Kunstindustrimuseet) شناخته می‌شد؛ و پیش از آن نیز به عنوان موزهٔ هنرهای تزئینی دانمارک شناخته می‌شد.
این موزه در حال حاضر به دلیل بازسازی‌های اساسی بسته‌است و انتظار می‌رود در اوایل سال ۲۰۲۲ میلادی برای استفادهٔ عمومی بازگشایی شود.